# The Rubettes
The Rubettes – angielska glam rockowa grupa muzyczna, popularna w drugiej połowie lat 70.

## Historia
Powstała w roku 1973, założona przez duet kompozytorsko-producencki Wayne’a Blickertona i Tony'ego Waddingtona. W ślad za awangardowymi rozwiązaniami Roya Wooda i jego grupy Wizzard, muzycy The Rubettes skierowali się w stronę stylu retro, dopasowując swój specyficzny wizerunek (białe czapki, biało-czerwone garnitury) do trendu wskrzeszającego rock and rolla lat 50.
W 1974 r. wydali swój pierwszy singiel, zatytułowany Sugar Baby Love, który pozostał na pierwszym miejscu brytyjskich list przebojów przez cztery tygodnie. Płyta rozeszła się w nakładzie 30 mln egzemplarzy.

## Skład
- Alan Williams – wokal, gitara akustyczna
- Tony Thorpe – wokal, gitary
- Bill Hurd – instrumenty klawiszowe
- Mick Clarke – gitara basowa, wokal
- John Richardson – perkusja, wokal
- Pete Arnesen – keyboard
- Mark Haley – keyboard, gitara, wokal

## Dyskografia
- „Wear It's 'At” 1974
- „We Can Do It” 1975
- „Rubettes” 1975
- „Sign of the Times” 1976
- „Baby I Know” 1977
- „Sometime In Oldchurch” 1978
- „Still Unwinding” 1978
- „Shangri'la” 1992
- „Riding on a Rainbow” 1992
- „Making Love in the Rain” 1995

## Największe przeboje
- Sugar Baby Love
- Juke Box Jive
- I Can Do It
- Baby I Know
- Be My Girl
- Tonight
- Julia
- Little Darling
- Under One Roof
- Oh la la
- Come Over
- Foe Dee o Dee
- Litlle 69
- Cherie Amour
- Alice In Wonderland
- The Sha-Na-Na-Na Song
- My Buddy Holly Days
- Iam Just Dreaming
- You Are the Reason Why